# William Henry McGarvey
William Henry McGarvey (ur. 27 lutego 1843 w Huntingdon w Kanadzie, zm. w listopadzie 1914 w Wiedniu) – kanadyjski magnat naftowy, przedsiębiorca i polityk. Znany z działalności w Galicji, gdzie organizował wydobycie ropy naftowej. McGarvey był jednym z najbardziej utytułowanych „zagranicznych wiertaczy” z kanadyjskiego miasteczka Petrolia, stając się multimilionerem, zanim wybuch I wojny światowej zniszczył jego biznes.

## Życiorys
William Henry McGarvey urodził się w rodzinie pochodzenia irlandzkiego jako syn Edwarda i Sarah McGarveyów. W 1857 został wiertaczem w kopalni ropy naftowej w kanadyjskim Wyoming, a od 1860 był właścicielem zakładu wydobywającego ropę w Petrolii, której został pierwszym burmistrzem w 1875. Jeszcze w Kanadzie ożenił się z Heleną Wesołowską z Mount Clemens w stanie Michigan, córką polskiego emigranta wygnanego z Rosji za działalność wymierzoną w rząd carski.
W 1879 r. McGarvey spotkał brytyjskiego inżyniera i operatora naftowego Johna Simona Bergheima. Zwerbowali w Kanadzie grupę zawodowych wiertników naftowych i ze swoim, nowoczesnym jak na ową epokę, sprzętem do wiercenia otworów wydobywczych wyjechali w 1881 do Europy, by tam poszukiwać złóż ropy naftowej. Po nieudanych poszukiwaniach w północnych Niemczech w Oelheim, McGarvey i Bergheim w 1882 udali się do Galicji i Rumunii. Założyli tam firmę Bergheim & McGarvey w 1883 roku i wprowadzili kanadyjski sprzęt i system wiercenia na galicyjskich polach naftowych, umożliwiając szybszą eksplorację na wcześniej niespotykane głębokości, ponad 1000 m. W Gliniku Mariampolskim koło Gorlic założyli Rafinerię Nafty oraz Warsztaty Naprawcze, później przekształcone w Fabrykę Maszyn i Narzędzi Wiertniczych. Kanadyjski system wiertniczy przyspieszył eksplorację złóż ropy naftowej w Galicji i ponownie otworzył pola naftowe, które uważano za wyczerpane oraz zapoczątkował rewolucję technologiczną w galicyjskich basenach naftowych. We wspólnej spółce Bergheim nie odgrywał czynnej roli, był dostarczycielem kapitału, natomiast McGarvey był organizatorem, głównym menedżerem i inżynierem działań.

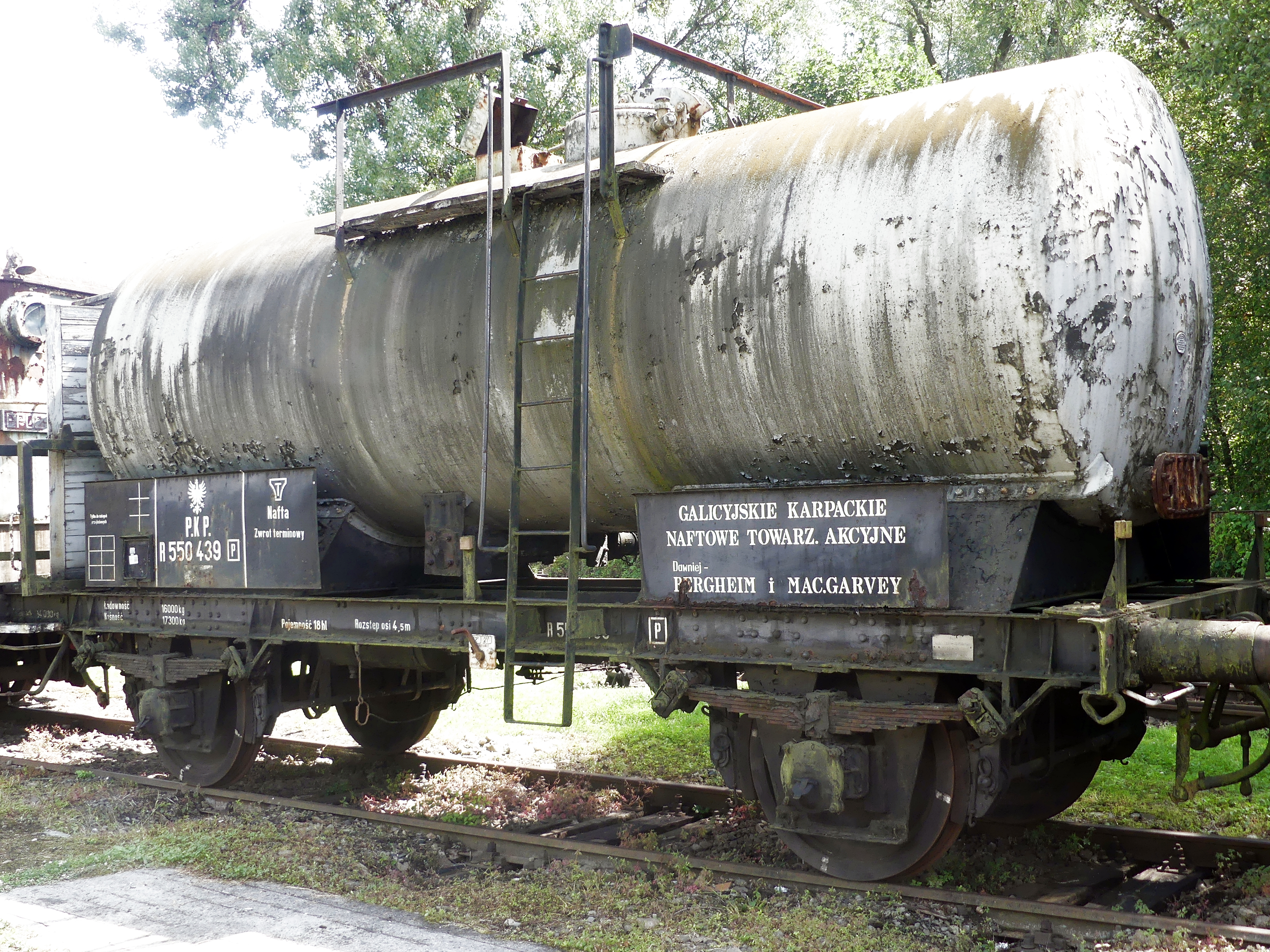
Galicyjskie Karpackie Towarzystwo Akcyjne BERGHEIM & MAC.GARVEY, cysterna kolejowa

McGarvey i Bergheim wykonali swój pierwszy udany odwiert w Węglówce koło Krosna około 1885 roku, a do 1887 roku rozpoczęli budowę rafinerii w Gliniku Mariampolskim. W ciągu następnych dziesięciu lat McGarvey i Bergheim wykonali 370 odwiertów o łącznej głębokości 100 km. W latach 90. XIX wieku nabyli prawa do minerałów w całej prowincji, a 4 lipca 1895 r. ustanowili spółkę akcyjną o nazwie Galizische-Karpathen Petroleum Aktien-Gesellschaft (GKPAG). Siedziba firmy znajdowała się w Wiedniu, z kapitałem 10 milionów koron. W pierwszym roku działalności firma wyprodukowała prawie 35 milionów kilogramów ropy naftowej i do końca stulecia zatrudniała około 2400 pracowników. W 1891 i 1893 była największym producentem ropy naftowej na terenie Austro-Węgier, w 1892 ustępując nieznacznie I Galicyjskiemu Towarzystwu Akcyjnemu dla Przemysłu Naftowego. McGarvey został menedżerem i prezesem zarządu, spędzając większość czasu w Wiedniu, zarządzając firmą. Sukces McGarveya uczynił go multimilionerem, a on i jego żona często spotykali się z europejskimi arystokratami. W 1905 roku zorganizował dużą rafinerię Apollo pod Wiedniem i koncern naftowy OPIAG.
W 1908 roku cesarz Franciszek Józef uhonorował McGarveya podczas ceremonii w wiedeńskim pałacu cesarskim za sprowadzenie kanadyjskiego systemu wiertniczego do Galicji, otwarcie austriackich pól naftowych i uczynienie imperium eksporterem netto ropy.